# قطعنامه ۷۶۰ شورای امنیت
قطعنامه ۷۶۰ شورای امنیت سازمان ملل متحد که در تاریخ ۱۸ ژوئن ۱۹۹۲ تصویب شد، سندی بین‌المللی دربارهٔ جمهوری فدرال یوگسلاوی است. این قطعنامه طی نشست ۳۰۸۶ام با ۱۵ رای موافق، ۰ مخالف و ۰ ممتنع تصویب شد.